# Nes kommuna
Nes kommuna is een gemeente in het zuiden van het eiland Eysturoy, op de Faeröer. De gemeente omvat de plaatsen Toftir, Nes en Saltnes.
Eiði · Eystur · Fámjin · Fuglafjarður · Fugloy · Hov · Húsar · Húsavíkar · Hvalba · Hvannasund · Klaksvík · Kunoy · Kvívík · Nes · Porkeri · Runavík · Sandur · Sjógv · Skálavík · Skopun · Skúvoy · Sørvág · Sumba · Sunda · Tórshavn · Tvøroyri · Vága · Vágur · Vestmanna · Viðareiði